# Torrelaguna
Torrelaguna község Spanyolországban, Madrid tartományban. Torrelaguna El Vellón, Redueña, La Cabrera, El Berrueco, Torremocha de Jarama, Uceda és Talamanca de Jarama községekkel határos. Lakosainak száma 4991 fő (2024).

## Népesség
A település népessége az utóbbi években az alábbiak szerint változott:
| Lakosok száma | 2898 | 3711 | 4394 | 4853 | 4860 | 4828 | 4712 | 4760 | 4940 | 4991 |
|               | 2001 | 2004 | 2007 | 2009 | 2012 | 2014 | 2017 | 2019 | 2022 | 2024 |